# پوسپلیخینسکی
پوسپلیخینسکی (روسی: Поспелихинский) یک منطقهٔ مسکونی در روسیه است که در سرزمین آلتای واقع شده‌است.